# Theodor Lotz
Pour les articles homonymes, voir Lotz.
Johann Theodor Lotz, aussi Lots ou Loz ou Locz, (né le 21 février 1746 à Kirchheim (Rhénanie-Palatinat), décédé le 25 juin 1792 à Alservorstadt, Vienne) est un clarinettiste, altiste, bassoniste, compositeur et facteur d'instruments à vent de la famille des bois (clarinette, cor de basset, basson, contrebasson, flûte, hautbois, cor anglais) installé à Vienne en 1785. Il est célèbre pour ses relations avec le clarinettiste Anton Stadler qui ont inspiré les compositions avec clarinette de Mozart et les inventions du cor de basset en sol avec ravalement chromatique au do grave et de la clarinette de basset en la.

## Biographie
Né à Kirchheim, Theodor Lotz est d'origine allemande et est le fils de Philipp Lotz et d'Anna Katharina, née Wagnerinn. Selon les sources, son père était tourneur sur bois d'art (en allemand : Sohn eines Kunstdrechslers) ou dans la déclaration de son premier mariage (en allemand : Fürstlicher Nassau-Weilburgischer Bau-Inspector, wie auch Raths-Vervandter in Kirchheim)" (inspecteur des travaux publics de la principauté de Nassau-Weilburg et conseiller municipal de Kirchheim) .
Theodor Lotz était un musicien accompli avant de se consacrer à la facture de la clarinette. Il est attesté qu'il s'est produit en tant que soliste d'un concerto pour clarinette à la Tonkünstler-Societät lors d'un concert à  Vienne le 17 décembre 1772. Les frères Stadler se produiront à la Tonkünstler-Societät à partir de 1773. Les sources divergent pour reconstituer sa biographie avant 1772 : selon Claudia Pete, Lotz est membre de l'orchestre du prince-cardinal Louis-René de Rohan de Strasbourg qui est nommé ambassadeur à Vienne en 1771, mais sans précision sur la date d'entrée dans l'orchestre. Les travaux de Michael Greenberg dans les archives françaises relatives aux musiciens renforcent l'idée que Lotz a accompagné l'orchestre du cardinal depuis Paris, plutôt que de le rejoindre une fois arrivé à Vienne. Une liste d'instrumentistes de l'Académie royale de musique de Paris en 1769 comprend un clarinettiste du nom de Lotz, qui était employé comme musicien supplémentaire. Un clarinettiste du nom de Lotz est à nouveau mentionné parmi les musiciens externes (non-résidents) de la Musique de Roi à Versailles en 1770,. Il est peu vraisemblable que Lotz ait pu  accompagner Marie-Antoinette d'Autriche pour son mariage à Paris en 1770 comme musicien. On se souviendra que l'année suivante, le cardinal de Rohan est arrivé à Vienne nommé comme ambassadeur et en 1772, Lotz commence à apparaître dans les documents de cette ville en tant qu'interprète. Il est possible qu'il ait commencé à apprendre la facture instrumentale à cette époque à Paris. Il semble avoir appris rapidement. Bien que Lotz ait peut-être quitté le service du prince-cardinal pour rester à Vienne, il semble qu'en 1775 il vivait et travaillait à Presbourg.

« Dans le Preßburger Zeitung de 1775, on peut lire qu'il a interprété son propre concerto pour clarinette. Cela montre que Lotz avait des talents considérables non seulement en tant qu'interprète, mais aussi en tant que compositeur. En effet, Lotz semble s'être appliqué à la composition cette année-là, produisant soixante-sept pièces pour l'orchestre du prince Nikolaus Esterházy, ainsi qu'une Cassation pour deux cors, deux clarinettes, deux violons, un alto, un basson et une basse, qui fut publiée par Breitkopf & Härtel. »

— Melanie Piddocke
Il se marie à Presbourg en 1777 avec Maria Elizabeth Kluger et mentionne sa position et son titre de Erste Kamer Musicus (premier musicien de chambre) dans l'orchestre du cardinal Batthyány à Presbourg.
Vers la fin de l'année 1775 ou au tout début de l'année 1776, comme en témoigne un compte rendu de concert dans le Preßburger Zeitung du 17 février 1776, Batthyány a commencé sa Hofkapelle, en chargeant l'organiste de la cathédrale Anton Zimmermann (1741-1781) de son développement. Il est probable que Zimmermann ait cherché la plus grande partie des musiciens pour la nouvelle cour à Vienne, mais aussi dans d'autres Hofkapelle à Pressburg et Esterháza. En 1778, la Hofkapelle comptait vingt-et-un membres - un nombre important par rapport aux autres cours de l'époque. En 1780, ce nombre était passé à vingt-quatre membres permanents.
De 1778 à 1783, le cardinal József Batthyány a employé Theodor Lotz pour jouer de la clarinette et de l'alto dans son orchestre à Presbourg. En 1782, des factures adressées à l'orchestre de la cour de Vienne indiquent qu'il a fabriqué des clarinettes pour les plus grands clarinettistes de Vienne, Anton et Johann Stadler. L'orchestre de Batthyány est  dissous en 1783, sous la pression de l'empereur Joseph II, qui désapprouvait l'influence de la musique "mondaine" sur une cour religieuse.
Theodor Lotz quitte Presbourg pour s'installer à Vienne en septembre 1785, où il est actif en tant que musicien et facteur de clarinettes, de cors de basset et de bassons. En 1788, il est nommé facteur d'instruments de musique à la cour impériale.
La première mention de Lotz en tant que facteur d'instruments figure dans le Magazin der Musik de Carl Friedrich Cramer publiée à Hambourg en 1783, où Lotz est décrit dans l'article sur le cor de basset comme (en allemand : ...der berühmte musikalische Instrumentenmacher Theodor Lotz zu Presburg [sic], in Ungarn ; ) (« le célèbre facteur d'instruments de musique
Theodor Lotz de Presburg, en Hongrie » qui avait (en allemand : Verbessert und zu der jetzigen mehreren Vollenkommenheit gebracht hat...) (« amélioré et porté à son plus haut niveau [le cor de basset] ». Cette source montre que, malgré l'absence de preuves des activités de Lotz en tant que facteur avant cette date, il a dû fabriquer des instruments pendant un certain temps afin de se faire une réputation de "célèbre facteur". Deuxièmement, il doit avoir atteint un niveau de compétence considérable et être déjà avancé dans son métier pour avoir les connaissances et les capacités suffisantes pour fabriquer des instruments de musique et apporter des améliorations innovantes et originales à un  instrument aussi complexe que le cor de basset.
Avant de quitter Presbourg, Lotz  épouse sa seconde femme, Maria Barbara Heldenfeld, le 31 janvier 1785, sa première femme étant décédée en couches. Le titre de Lotz sur cet acte de mariage est indiqué comme Thon-kunstmeister.
Dans l'annonce dans la presse locale lors de son installation à Vienne, il revendique l'invention d'un nouveau modèle de contrebasson qu'il jouera lui-même devant le Kaiser en mars 1785 et à plusieurs reprises pour concerts maçonniques la même année. Mozart emploiera cet instrument dans la pièce de musique funèbre maçonnique Maurerische Trauermusik K.477 écrite en juillet 1785 et jouée en première le 17 novembre 1785 pour la Loge des Douleurs afin de commémorer la mort du duc Georg August de Mecklenberg-Strelitz et du comte Franz Esterházy von Galantha. Il jouera également avec d'autres clarinettistes bohémiens à d'autres occasions. Anton Stadler composa également une partita pour 6 instruments à vent disparue aujourd'hui avec contrebasson.
Theodor Lotz est mentionné comme facteur de la Baß-Klarinet de Stadler dans un programme de concert de 1788 au National Hoftheater. On ne trouve pas d'autres annonces dans les journaux ou d'autres références publiques à la carrière de Lotz après s'être installé à Vienne.
Il forme un trio de cors de basset avec les frères Stadler, qui étaient tous membres de la même loge maçonnique que Mozart. Cette relation s'est avérée fructueuse car le facteur Lotz a collaboré étroitement avec Stadler pour mettre au point les instruments utilisés qui ont inspiré les chefs-d'œuvre de la clarinette à Mozart.

« Théodor Lotz est sans doute le plus célèbre facteur de cor de basset en sol, instrument à cinq clés, qui permet de passer du mi, la note la plus grave de la clarinette, à un do. Ainsi une vingtaine de partitions mozartiennes indiquant expressément l’emploi du cor de basset peuvent résonner dans des couleurs idoines – celles qui brillaient dans le salon du baron von Jacquin, où Mozart venait jouer avec son ami Anton Stadler, qui utilisait des cors de basset fabriqués par Lotz. »

— Marc Dumont, Revue de la cité de la musique n° 47, 2007.
Theodor Lotz meurt le 25 juin 1792 (26 juin 1792 selon le Wiener Zeitung) d'apoplexie à l'Allgemeines Krankenhaus à l'âge de 46 ans.
Son apprenti est Kaspar Tauber (né en 1758 en Hongrie, décédé en 1831 à Vienne)  pour la facture instrumentale et a exercé son métier à Vienne. Tauber a créé son atelier en 1794 et y a travaillé jusqu'à sa mort en 1829. Ses clarinettes sont intéressantes non seulement pour leur excellente qualité de fabrication et leur réputation, mais aussi en tant qu'indice des instruments de Lotz. Elles possèdent une perce large associée aux clarinettes viennoises. Il produisait des bassons pour l'armée.

## Instruments de musique

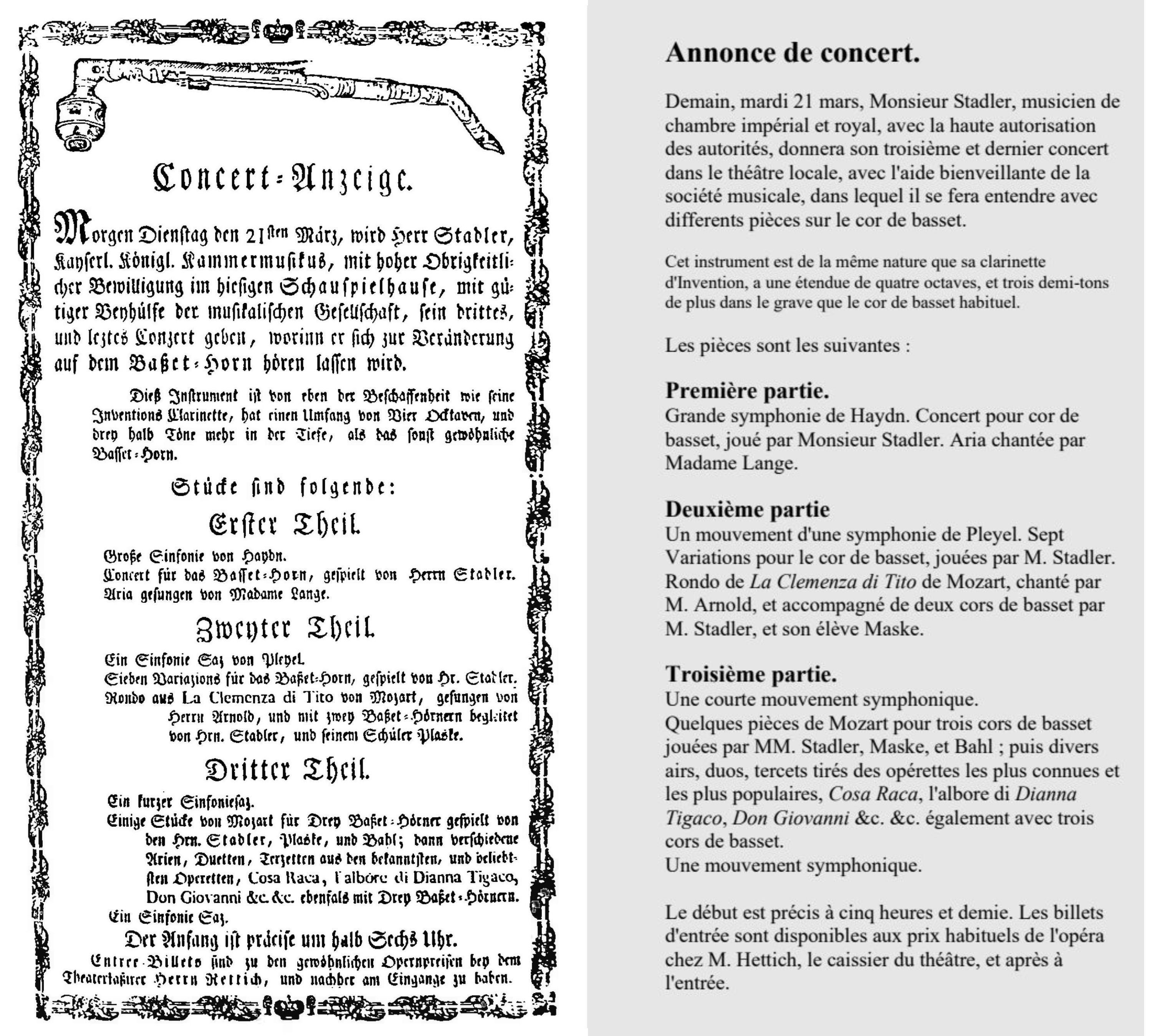
Programme de concert du 21 mars 1794 à Riga lors de la tournée d'Anton Stadler avec l'illustration de la clarinette de basset de Lotz, à droite : traduction.

Vingt-trois instruments signés Lotz sont parvenus jusqu'à nous.
Seule une clarinette en si bémol de Lotz est parvenue jusqu'à notre époque et est conservée au musée d'Art et d'Histoire de Genève (identifiée "IM 136"), ainsi qu'un certain nombre de ses cors de basset. Plusieurs instruments de facteurs contemporains comme Griesbacher et Hammig ont été conservés. Cette  clarinette est tournée en buis et comporte cinq clefs en laiton et six viroles en ivoire. Une marque au fer indique « THEODOR/LOTZ/K(aiserlicher)K(öniglicher)
HOF/INSTR(umenten) MACHER/IN WIEN » qui date cette clarinette entre 1788 et 1792. Notons que Lotz est devenu fournisseur de la Cour impériale en 1788.
La clarinette de Lotz sert de modèle de fac-similés à de nombreux facteurs d'instruments des XXe et XXIe siècles spécialisés en réplique de clarinette ancienne.
En l'absence d'une clarinette en la de Lotz, les instruments de son apprenti Kaspar Tauber semblent être un bon point de départ pour reconstruire, d'après le dessin du programme de Riga, une clarinette de basset en la, pour laquelle Mozart a composé.
Il existe un jeu complet de trois cors de basset de Lotz entièrement conservé, ce qui constitue un ensemble unique au monde. Il a été commandé par le "frère" du comte franc-maçon Juraj Andrássy II, conservés au château de Krásna Hôrka, dans le sud-est de la Slovaquie. Il est intéressant de noter que les différentes parties de ces instruments sont marquées des chiffres 1, 2 et 3 afin de ne pas les confondre. Les cors de basset étaient généralement livrés en ensembles de deux ou trois instruments, de sorte que les facteurs d'instruments numérotaient les pièces ensemble par mesure de précaution.
Il subsiste sept bassons de Lotz qui ont été  peu étudiés par les musicologues modernes en dépit du fait que Theodor Lotz soit un facteur de basson reconnu. Il ne semble pas être un innovateur pour cet instrument comme il l'a été pour la clarinette et le cor de basset.
Le contrebasson existe depuis le début du XVIIIe siècle et a été perfectionné par Theodor Lotz qui a mis au point une version pratique du contrebasson à Vienne au début des années 1780. Lotz a joué de son propre instrument lors de la création de la Musique funèbre maçonnique K. 477 de Mozart en 1785. L'instrument figure dès lors également dans d'autres compositions classiques viennoises, notamment les oratorios La Création (1796-1798) et  Les Saisons (1799-1801) de Haydn, puis dans les 5ème et 9ème symphonies (1805-1807 et 1822) de Beethoven.

## Hommage
Le Trio Lotz, nommé en hommage au facteur Theodor Lotz, est une formation slovaque se produisant régulièrement sur des répliques de cors de basset historiques. Son répertoire comprend notamment Terzetti K. 439b de Wolfgang Amadeus Mozart, Divertissement pour trois cors de basset de Georg Druschetzky, des arrangements d'époque des opéras de Mozart La Flûte enchantée, Les Noces de Figaro et Don Giovanni, Terzette d'Anton Stadler, Divertimentos  de Vojtěch Nudera, Trios d'Antonín Volánek... la formation a effectué des enregistrements.